# Петко-Каравелово
Петко-Каравелово (болг. Петко Каравелово) — село в Болгарии. Находится в Великотырновской области, входит в общину Полски-Трымбеш. Население составляет 1626 человек (2022).

## Политическая ситуация
В местном кметстве Петко-Каравелово, в состав которого входит Петко-Каравелово, должность кмета (старосты) исполняет Любомир Йосифов Ламбев (независимый) по результатам выборов правления кметства.
Кмет (мэр) общины Полски-Трымбеш — Георги Александров Чакыров (независимый) по результатам выборов в правление общины.